# 久慈市立久慈湊小学校
久慈市立久慈湊小学校（くじしりつ くじみなとしょうがっこう）は、岩手県久慈市湊町第15地割にある公立小学校。

## 沿革
- 1877年（明治10年）5月10日 - 公立門前小学校として設立。門前上屋敷に開校。
- 1887年（明治20年）4月 - 公立門前尋常小学校と改称。
- 1892年（明治25年）4月 - 久慈町立門前尋常小学校と改称。
- 1896年（明治29年）6月15日 - 明治三陸地震とその後の津波により、校舎が流失。
- 1897年（明治30年）7月 - 庵寺前に校舎新築落成。
- 1908年（明治41年）4月 - 小学校令改正により、尋常科が6ヵ年となる。
- 1922年（大正11年）
  - 9月26日 - 久慈町大字門前19地割13番地に校地を移転し、校舎新築落成。
  - 10月30日 - 久慈町立久慈湊尋常小学校と改称。
- 1923年（大正12年）4月 - 高等科を併置し、久慈町立久慈湊尋常高等小学校と改称。
- 1933年（昭和8年）3月3日 - 昭和三陸地震とその後の津波により、被害を受けた。
- 1934年（昭和9年）
  - 2月27日 - 校旗制定。
  - 5月10日 - 校歌制定。
- 1937年（昭和12年）11月3日 - 創立60周年記念式典挙行。
- 1941年（昭和16年）4月1日 - 国民学校令により、久慈湊国民学校と改称。
- 1947年（昭和22年）
  - 4月1日 - 学制改正により、久慈町立久慈湊小学校と改称。
  - 11月3日 - 創立70周年記念式典挙行。
- 1950年（昭和25年）12月 - 校舎増築。
- 1951年（昭和26年）12月 - 校歌歌詞を改定。
- 1954年（昭和29年）11月3日 - 久慈町の市制施行により、久慈市立久慈湊小学校と改称。
- 1955年（昭和30年）6月 - 校章制定。
- 1957年（昭和32年）5月10日 - 創立80周年記念式典挙行。
- 1963年（昭和38年）8月 - 新校舎第一期工事完了。
- 1964年（昭和39年）8月 - 新校舎第二期工事完了。
- 1968年（昭和43年）
  - 10月30日 - 体育館落成。
  - 11月17日 - 新校舎落成と創立90周年記念の両式典挙行。
- 1971年（昭和46年）9月 - 学校給食開始。
- 1977年（昭和52年）10月30日 - 創立100周年記念式典挙行。
- 1982年（昭和57年）3月 - 特別教室（理科室・家庭科室・視聴覚室）増築。
- 1986年（昭和61年）12月 - 校庭排水溝設置。
- 1992年（平成4年）3月 - 校舎大規模改修第一期工事完了（校舎西側）。
- 1993年（平成5年）11月 - 校舎大規模改修第二期工事完了（校舎東側）。
- 1994年（平成6年）10月 - 校舎大規模改修第三期工事完了（体育館）。
- 1998年（平成10年）3月7日 - 創立120周年記念式典挙行。
- 2006年（平成18年）
  - 3月 - 校舎耐震補強工事完了。
  - 10月 - 体育館耐震補強工事完了。
- 2007年（平成19年）5月10日 - 創立130周年記念式典挙行。
- 2011年（平成23年）3月11日 - 14時46分頃に発生した東日本大震災とその後の津波により、校舎に被害が出た。
- 2012年（平成24年）1月 - 電子黒板7台（全学級）に設置。
- 2013年（平成25年）3月11日 - 久慈市復旧・復興・飛躍への集いを開催し、体験発表。
- 2014年（平成26年）12月4日 - 復興支援アウトリーチコンサート開催。
- 2015年（平成27年）10月1日 - ベランダ修繕工事完了。
- 2016年（平成28年）
  - 4月1日 - 特別支援学級（知）新設。
  - 5月14日 - 新避難道完成。
  - 8月31日 - 台風10号のため、校舎1階と体育館が床上浸水する被害が出た。
  - 10月3日 - ジャングルジム・ブランコ新設。
- 2017年（平成29年）
  - 2月15日 - 体育館床工事完了。
  - 日付不明 - 各種創立140周年記念行事実施。
- 2019年（令和元年）10月12日 - 台風19号のため、校舎1階床下浸水する被害が出た。
- 2021年（令和3年）4月 - 特別支援学級（肢体不自由）新設。

### この節の出典
- 久慈湊小学校沿革 (PDF)

## 行事
- 4月 - 新任式、始業式、入学式、避難訓練、授業参観、PTA総会、1年生を迎える会、交通安全教室
- 5月 - 交通安全教室、児童総会、家庭訪問、運動会
- 6月 - 知能テスト、遠足、新体力テスト、漢字検定
- 7月 - 県自転車大会、ごみ拾い奉仕作業、草取り奉仕作業、期末面談、終業式、夏休み
- 8月 - 始業式、夏休み作品展、児童総会
- 9月 - 避難訓練、グリーンキャンプ、修学旅行、児童総会、IBC子ども音楽コンクール、計算検定、球技大会、祖父母参観日
- 10月 - マラソン大会、学習定着度調査、学習発表会
- 11月 - 就学時検診、児童会祭り、1日参観日、音楽発表会
- 12月 - CRT検査、期末面談、終業式、冬休み
- 1月 - 始業式、冬休み作品展
- 2月 - 授業参観、避難訓練、児童総会、新一年生1日入学、計算検定
- 3月 - 修卒認定会、6年生を送る会、修了式、卒業式、離任式

## 学区
田屋町・新井田・湊町・夏井町・旭町・源道・京ノ森

## 学校周辺
- 久慈湊学童ひまわりクラブ - 同一敷地内
- ファミリーマート久慈湊町店 - 敷地が隣接
- セレモニーホール久慈玉泉院
- 国道395号
- 国道45号
  - 久慈IC
- 久慈川
  - 久慈大橋
  - 長内川

## アクセス
- 岩手県北バス「久慈大野線」、久慈市コミュニティバス『のるねっとKUJI』「侍浜線」・「川代線」で、「久慈湊小学校前」停留所より、学校正門まで、
  - 久慈駅行のりばから、徒歩約135m・約2分。
  - おおのキャンパス行（県北バス）、北野行・陸中川代行（のるねっとKUJI）のりばから、徒歩約155m・約2〜3分（ファミリーマート久慈湊町店付近にある国道395号を跨ぐ横断歩道経由）。